# 疯女胡安娜 (弗朗西斯科·普拉迪利亚)
《疯女胡安娜》（西班牙語：Doña Juana la Loca）是西班牙画家弗朗西斯科·普拉迪利亚（Francisco Pradilla）于1877年创作的油画作品，现藏于马德里的普拉多博物馆。

## 画面描述
普拉蒂纳在罗马获得了艺术赞助，并把这幅作品寄回了西班牙。在西班牙，这幅画获得了轰动性的成功，一时间出现了数不清版画复制品。1887年，画家靠这幅画摘得西班牙国家美术馆的荣誉奖牌。1878年和1882年，这幅画分别又在巴黎，维也纳和柏林举办的世博会上获得成功。
画家在作品中描绘了胡安娜女王在旷野中为丈夫守灵的情景。画中的女王直挺挺地站着，目光锁定在丈夫的棺椁上，面庞消瘦，双手蜷曲。在她的身边，聚集了许多情态各异的朝臣和侍女。
画面的传达出的感情基调是热烈的，而画面展现出的光影效果则让人联想到伦勃朗的作品。然而，这幅画无与伦比的和谐性才是它能够征服无数艺术大师和业余美术爱好者的原因。画中的所有人物形象都和环境完美的融合在一起，使得这幅凄美作品的整体观感得到提升。

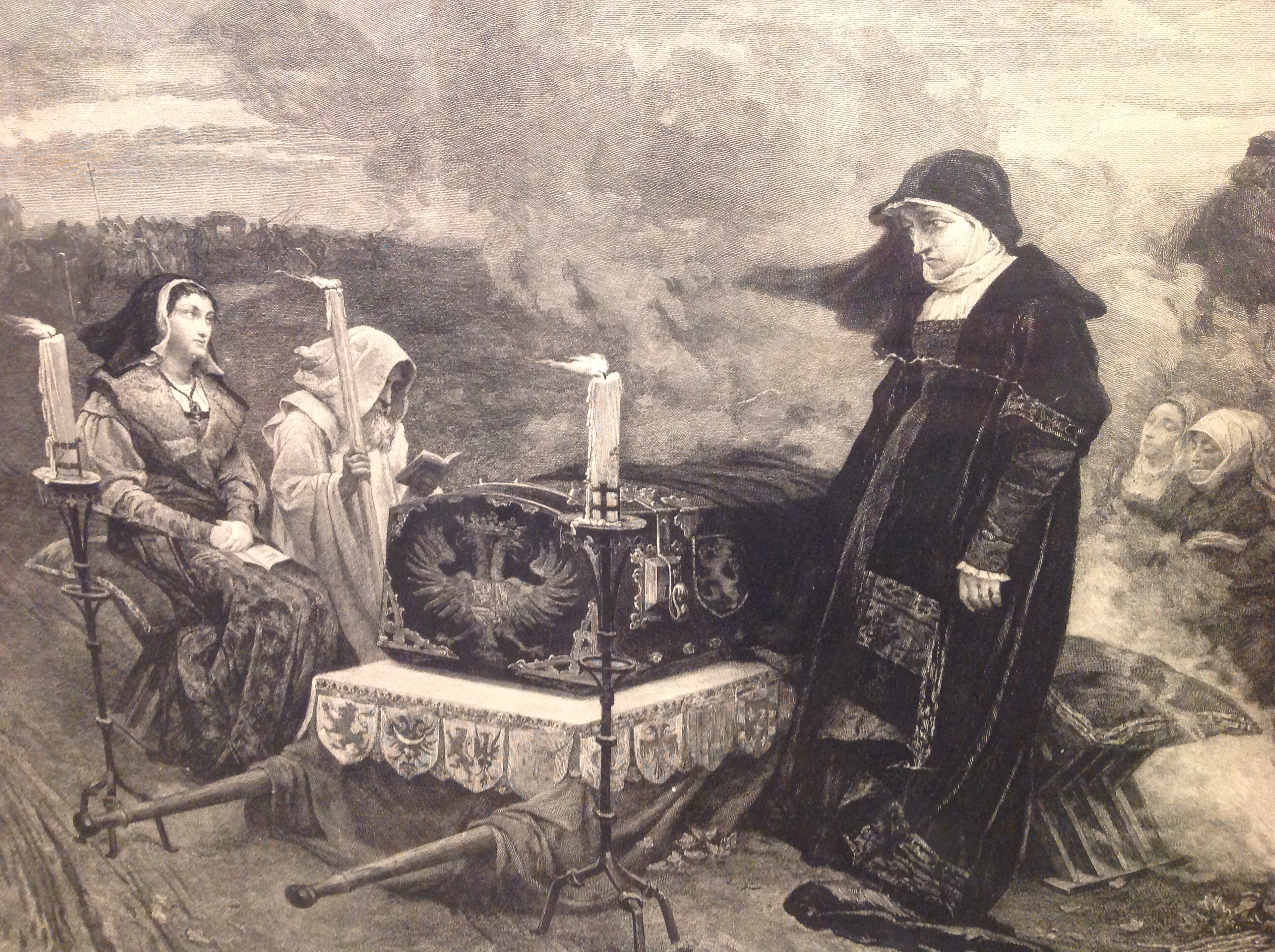
原作的版画保存版